# کنث مارشال
کنِث مارشال (به انگلیسی: Kenneth Marshall) معروف به کِن مارشال (زادهٔ ۲۷ ژوئن ۱۹۵۰) بازیگر اهل نیویورک ایالات متحده آمریکا است که عمدهٔ شهرت وی به دلیل بازی در نقش مایکل ادینگتون در سریال پیشتازان فضا است.
او به همراه روچنگ اینگ در سال ۱۹۸۲ در مجموعهٔ دنباله دار مارکو پولو در نقش مارکو پولو ظاهر شد.
از دیگر کارهای او می توان به بازی در کرول و پوست اشاره کرد.